# إيتامونوا كيمويني
إيتامونوا كيمويني (بالإنجليزية: Itamunua Keimuine)‏ هو لاعب كرة قدم ناميبي من مواليد 1 ماي 1993، يشغل مركز لاعب وسط بنادي ديرة داوا الإثيوبي بالدوري الإثيوبي الممتاز.

## مسيرته
بدأ كيمويني مسيرته في نادي تورا ماجيك الناميبي، وساعد الفريق على تحقيق المركز الثالث خلال موسمي 2013-14 و2015–16.
في 30 سبتمبر 2018، انضم إلى نادي ديرة داوا الإثيوبي، وبالتالي أصبح أول لاعب ناميبي يلعب في إثيوبيا.

### مسيرته الدولية
تم استدعاء كيمويني للعب ضمن صفوف منتخب ناميبيا لأقل من 20 سنة خلال تصفيات بطولة أفريقيا تحت 20 سنة لكرة القدم 2013، وأُقصي آنذاك المنتخب من الجولة التمهيدية، بعد خسارته 4-1 في المجموع أمام رواندا.
في 1 سبتمبر 2014، توصّل كيمويني بأول استدعاء لتمثيل المنتخب الناميبي من قبل المدرب ريكاردو مانيتي، لمباراة ودية ضد سوازيلاند. وانتهت المقابلة بالتعادل 1-1. في مايو 2015، كان كيمويني جزءًا من الفريق الناميبي الذي فاز بكأس كوسافا 2015. في 21 يونيو 2016، سجل أول هدف دولي له في مباراة فاز فيها المنتخب الناميبي 3-0 على موزمبيق في كأس كوسافا 2016. في 3 يناير 2019، تم اختياره ضمن صفوف المنتخب الناميبي المؤلف من 23 لاعباً لبطولة أمم أفريقيا للمحليين 2018 في المغرب. هزمت ناميبيا ساحل العاج وأوغندا وتعادلت مع زامبيا لتحتل المركز الثاني في المجموعة خلف زامبيا، وتأهلت للدور الثاني. خرجوا من البطولة في ربع النهائي على يد المنتخب المغربي بطل الكأس.
في 23 مايو 2019، تم اختيار كيمويني ضمن تشكيلة ناميبيا المؤلفة من 23 لاعبا للمشاركة في كأس الأمم الأفريقية 2019 في مصر. في المباراة الافتتاحية لناميبيا ضد المغرب، سجّل كيمويني في مرمى منتخبه بالخطأ، وانتهت المباراة بفوز المغرب 1-0.

## روابط خارجية
- إيتامونوا كيمويني على موقع قاعدة بيانات كرة القدم.إي يو (الإنجليزية)
- إيتامونوا كيمويني على موقع ناشيونال فوتبول تيمز (الإنجليزية)
- إيتامونوا كيمويني على موقع Soccerway.com (الإنجليزية)